# Adad

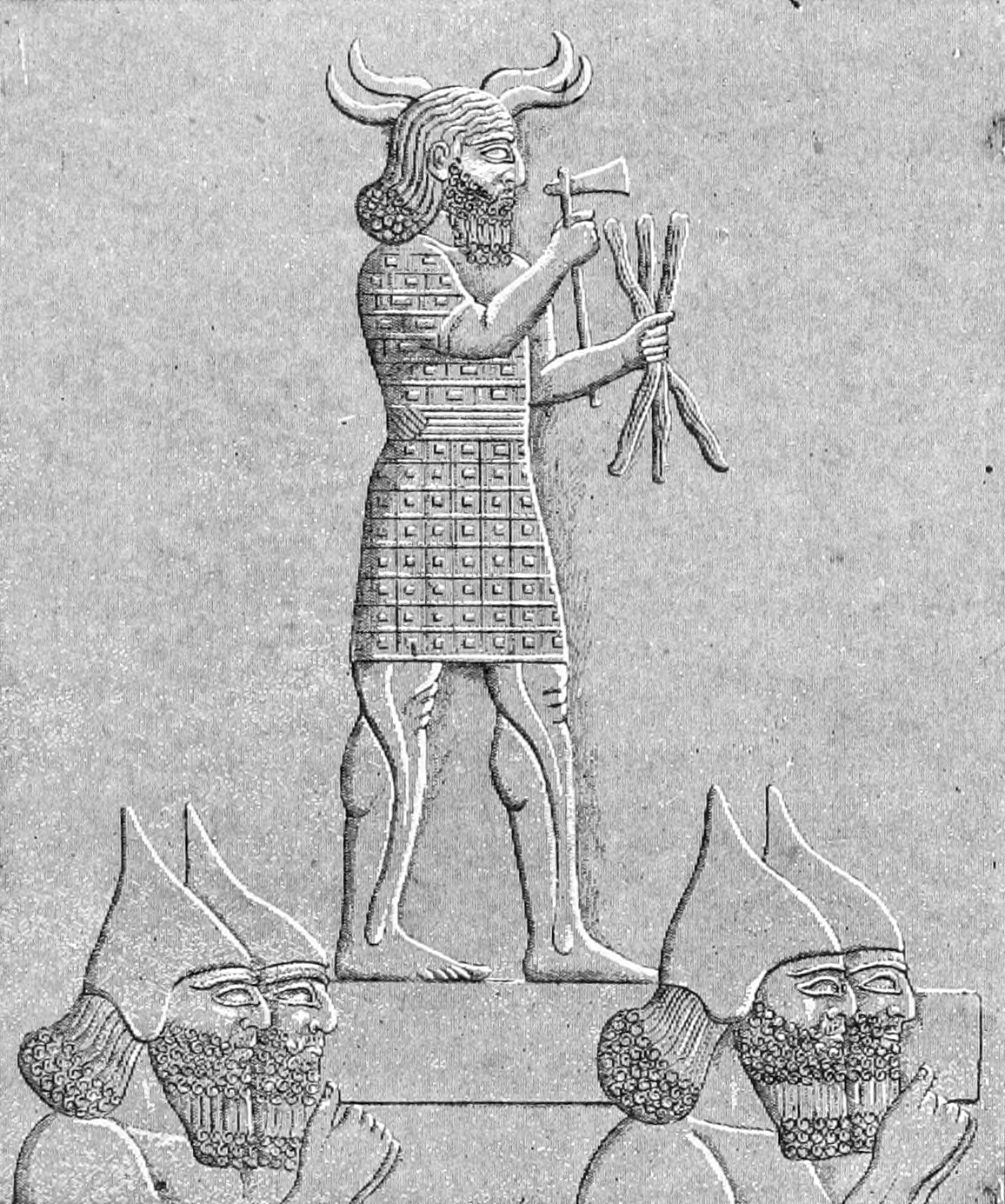
Sodați asirieni cărând o statuie a lui Adad

Adad (Addu, rar Ramman; ->Fulgerătorul) este zeu mesopotamian de origine sumeriană (Ishkuru) al trăsnetului și ploii, identificat în Babilon, sub numele atributiv Addu, cu Marduk.
Era venerat în general ca stăpân al apelor violente, care a declanșat potopul și deci poate distruge recoltele prin ploi excesive sau, dimpotrivă, printr-o mare secetă, reținând apele necesare ogoarelor.
Era considerat totuși zeu sentimental, cu vagi nuanțe prometeice: când zeul suprem Enlil, spre a pedepsi omenirea, ordonă curmarea ploilor, oamenii îl invocă prin sacrificii pe Adad: "îi puseră dinainte [turte] coapte, iar lui îi plăcu prinosul de făină coaptă, [...] i se făcu rușine și ridică mâna. În fiece dimineață făcu să plouă din ceață, iar în fiece noapte lăsă să pice roua pe furiș" (Când zeii erau încă oameni, II, 26-32).
Cultul lui Adad era foarte răspândit (în Canaan - același Addu), uneori ca al zeului global al furtunii.
Adesea, Adad era reprezentat cu un ciocan într-o mână și cu un snop de fulgere în cealaltă.